# Martin Abegg
Martin G. Abegg Jr. (né en 1950) est un chercheur spécialiste des manuscrits de la mer Morte. Il est chargé de reconstituer le texte intégral des manuscrits de la mer Morte à partir de la concordance, projet qui brise le long monopole de publication détenu sur les manuscrits ,.
Il codirige l'Institut des manuscrits de la mer Morte à l'université Trinity Western de 1995 à 2015, occupe le poste de professeur Ben Zion Wacholder  et reçoit une collection d'essais écrits par ses pairs et ses étudiants .

## Jeunesse et études
Martin Abegg, le fils de Barbara et Martin (Jerry) Abegg, est né à Peoria, (Illinois) . Sa mère est femme au foyer et instructrice d'éducation physique à temps partiel, et son père est professeur d'université, ingénieur professionnel et président de l'université Bradley , dans la même ville. À la fin des années 1960, Abegg joue avec son frère Bob dans un groupe de rock populaire à Peoria qui signe un contrat avec Audio Fidelity Records avant de se séparer. Au début des années 1970, les frères Abegg continuent à se produire et trouvent une niche dans la scène musicale rock chrétienne .
Abegg est diplômé de l'université Bradley en 1972 avec un baccalauréat ès sciences en géologie . Après que l'enseignement de l'école du dimanche l'a inspiré à suivre des cours de langue, il obtient une maîtrise en divinité diplôme du Northwest Baptist Seminary, à Langley (Colombie-Britannique), au Canada, en 1983 . En 1984, il poursuit ses études supérieures à l'université hébraïque de Jérusalem .

## Carrière
Abegg passe deux ans à enseigner l'hébreu au Northwest Baptist Seminary et passe également un an en tant que pasteur . Abegg enseigne pendant trois ans au Grace Theological Seminary à Winona Lake (Indiana) . Puis, il déménage en Colombie-Britannique, où il devient professeur d'études sur les manuscrits de la mer Morte à l'université Trinity Western, à Langley, et devenant co-directeur de l'Institut des manuscrits de la mer Morte avec Peter Flint .
Abegg s'est familiarisé pour la première fois avec les manuscrits de la mer Morte lors de ses études supérieures à l'université hébraïque de Jérusalem. En 1987, il retourne aux États-Unis et termine sa thèse au Hebrew Union College de Cincinnati (Ohio) sur le parchemin de la Règle de la Guerre de la grotte 1 de Qumrân . Pendant son séjour au Hebrew Union College, Abegg commence à collaborer avec le professeur Ben Zion Wacholder .
John Strugnell, rédacteur en chef des rouleaux, a envoyé à Wacholder une copie de la concordance secrète des rouleaux de la mer Morte, que les éditeurs utilisent à l'époque . En utilisant cette concordance, Abegg créé une base de données informatisée pour les textes des manuscrits de la mer Morte . Abegg décide de publier ce matériel alors qu'il termine sa thèse .
Bien que cela ait rendu les études plus pratiques sur les manuscrits de la mer Morte, Abegg est accueilli avec fureur. De nombreux universitaires influents sont tenus à l'écart des documents pendant que l'équipe éditoriale travaillait sur leur première édition de la traduction en rouleau . Ceux qui avaient le privilège de travailler avec les manuscrits sont mécontents que leur travail ait été sapé . Cependant, la publication d'Abegg brise un monopole de quarante ans sur les rouleaux et permet donc aux chercheurs de toutes sortes d'y accéder pour examiner les artefacts . De plus, son travail sur la concordance lui permet de créer des outils de recherche informatique en association avec Accordance Bible Software pour la recherche sur les manuscrits .

## Ouvrages
- Co-auteur de The Dead Sea Scrolls: A New Translation (Harper San Francisco, 1996)
- Co-auteur de la Bible des manuscrits de la mer Morte (Harper San Francisco, 1999)
- Co-auteur de Dead Sea Scrolls Concordance I: The Non-Biblical Texts from Qumran (Leiden Brill, 2003)
- Co-auteur de The Isaiah Scrolls (Clarendon Press Oxford, 2010)